# The Moon and the Son: An Imagined Conversation
The Moon and the Son: An Imagined Conversation ist ein US-amerikanischer animierter Kurzfilm von John Canemaker aus dem Jahr 2005.

## Handlung
Ein Sohn führt ein imaginäres Gespräch mit seinem verstorbenen Vater John Cannizzaro. Er zeigt ihm die Bilder, die er von ihm zeichnete, als er im Sterben lag und er erzählt ihm von einem Traum, den er hatte: Er und sein Bruder fütterten den Vater, der sich zum Mann im Mond verwandelt hatte, mit einem mal jedoch zu einer aggressiven Schildkröte wurde und die Söhne biss. Der Sohn will wissen, warum sein Vater immer aggressiv seinen Kindern gegenüber war, die dann von der Mutter beschützt werden mussten.
Der Sohn erinnert sich an einen Telefonanruf im Jahr 1951, als er acht Jahre alt war. Er brachte die Nachricht, dass das Hotel seines Vaters in Flammen stand – sein Vater dementiert, den Brand selbst gelegt zu haben, gibt jedoch zu, das Geld der Versicherung gebraucht zu haben. Es folgt die Erinnerung an die Verhaftung des Vaters. Nach fünf Jahren kam er aus dem Gefängnis und der Sohn schämte sich. Jetzt will er alles über die Vergangenheit des Vaters wissen und John Cannizzaro beginnt zu erzählen.
Er kam 1907 in den USA zur Welt, doch seine italienischen Eltern gingen mit ihm zurück nach Italien, als er noch ein Kleinkind war. Schon in jungen Jahren musste er wie der Rest der Großfamilie hart arbeiten und besuchte nur kurz die Schule. Er geriet in Kontakt mit der Mafia und wurde schon bald inhaftiert. Als amerikanischer Staatsbürger kam er 1925 in die USA zurück und wurde mehrfach als Mörder und Alkoholschmuggler verhaftet. Im Jahr 1941 heiratete er die Mutter des Sohnes, der 1943 als erstes Kind des Paares zur Welt kam. John diente als Soldat im Zweiten Weltkrieg und wurde für seine Verdienste mit zwei Purple Hearts ausgezeichnet. Das zweite Kind kam auf die Welt und der Vater baute mit von der Mafia vorgestreckten Geldern Häuser für seine Familie und Angehörige, die er aus Italien in die USA holte, und kaufte ein Hotel. Er konnte die Schulden nicht mehr zahlen und ließ auf Anraten der Mafia das Hotel in Brand stecken, um mit der Versicherungssumme die Gelder zurückzuzahlen. Es folgte die Haft und harte Arbeit der Mutter währenddessen und des Vaters nach der Freilassung. Und es kam zu Spannungen.
Der Sohn gesteht, stets Angst vor seinem Vater gehabt zu haben, der ihm immer sagte, dass er es nie zu etwas schaffen werde. Der Sohn rekapituliert seine Flucht aus dem Elternhaus, als er 18 Jahre alt ist, und gesteht, sich freier gefühlt zu haben, auch wenn er ein schlechtes Gewissen seiner Mutter gegenüber hatte. Der Sohn wandte sich der Animation zu, da er sie kontrollieren konnte und nicht sie ihn. Er wirft seinem Vater vor, die gesamte Familie kontrolliert zu haben und seine Mutter in die Alkohol- und Pillenabhängigkeit getrieben zu haben und so ihren Tod 1986 mitverursacht zu haben.
Erst kurz vor seinem Tod öffnete sich der Vater und reiste ein letztes Mal nach Italien. Als John Cannizzano stolz verkündet, er habe der Kirche seines Dorfes damals zwei Glocken geschenkt, reagiert der Sohn wütend. Weder er, noch sein Bruder oder seine Mutter hätten etwas davon gehabt. Er gesteht, seinen Vater auf Distanz halten zu müssen, um nicht ständig an ihn zu denken – er soll wie der Mann im Mond sein: Weit genug entfernt, um den Sohn nicht mehr verletzen zu können, aber hell genug, um nicht in Vergessenheit zu geraten. Der Sohn radiert die Figur des Vaters aus und der Vater beschwert sich über den Film, den der Sohn über ihn macht.
Der Sohn erzählt dem Vater, er habe einen Traum gehabt, als der Vater gestorben sei. Der Vater hätte sich darin in den Mann im Mond verwandelt, der weit über der Erde als Sichel stehe. Der Vater reagiert amüsiert und erfreut auf die Vorstellung, der Mann im Mond zu sein. „That’s nice“, sagt er, und der Sohn erwidert resignierend „Hm, that’s nice“. Es folgt die Einblendung „John Cannizzaro 1907–1995“.

## Produktion
The Moon and the Son: An Imagined Conversation besteht aus einem Mix an Animationsszenen, Filmszenen und Fotoeinblendungen. Die Animationen, traditionelle Handzeichnungen, stammen von John Canemaker. Es war der zu dem Zeitpunkt längste Film, den er als Zeichner und Regisseur geschaffen hatte.
Der Film beruht auf Interviews, die Canemaker mit seinem Vater John F. Cannizzaro Senior kurz vor seinem Tod 1995 führte. Mit dem Film wollte er seine eigene schwierige Beziehung zu seinem Vater aufarbeiten:

“I made this film to resolve long-standing emotional issues I have with my late father.  I wanted to find answers to our difficult relationship, to understand the reasons he was always a feared figure in my childhood, why he was always angry and defensive, verbally and physically abusive, and often in trouble with the law.”

„Mit dem Film wollte ich lange emotionale Koflikte mit meinem Vater lösen. Ich wollte eine Antwort auf die Frage für unsere schwierige Beziehung finden und die Gründe begreifen, warum ich ihn in meiner Kindheit immer fürchtete, warum er immer wütend und abweisend war, andere physisch und psychisch verletzte und so oft mit dem Gesetz in Konflikt kam.“

Der Film wurde erstmals am 5. Januar 2005 im Museum of Modern Art in New York City gezeigt.

## Synchronisation
| Rolle                | Originalsprecher |
| -------------------- | ---------------- |
| Vater                | Eli Wallach      |
| Sohn                 | John Turturro    |
| Mutter               | Mary Bringle     |
| Rechtsanwalt         | Peter Schlosser  |
| Verteidiger, Richter | Larry White      |

## Auszeichnungen
The Moon and the Son: An Imagined Conversation gewann 2006 den Oscar in der Kategorie „Bester animierter Kurzfilm“.
Der Film war zudem 2006 für einen Annie Award als bester animierter Kurzfilm nominiert, konnte sich jedoch nicht gegen The Fan and the Flower durchsetzen.